# چرنتچنو
چرنتچنو (به لاتین: Chernetcheno) یک منطقهٔ مسکونی در روسیه است که در استان آمور واقع شده‌است.